# 李安 (光緒進士)
李安（1850年—1909年），字审之，又名磐硕，江蘇省通州直隸州靜海縣吕四场人，清朝政治人物、進士出身。
光緒十一年，拔貢入國子監。光緒十五年，參加順天府鄉試，中舉。光緒十六年（1890年），参加光緒庚寅科殿試，登進士二甲18名。同年五月，著主事，分部学习，授戶部主事，改外務部主事、軍機處章京。光緒二十六年，父喪丁憂。